# Rivières à écrevisses à pattes blanches
Rivières à écrevisses à pattes blanches este o arie protejată (sit de importanță comunitară — SCI) din Franța întinsă pe o suprafață de 28,5 ha, integral pe uscat.

## Localizare
Centrul sitului Rivières à écrevisses à pattes blanches este situat la coordonatele 45°33′58″N 2°36′02″E / 45.566°N 2.60056°E.

## Înființare
Situl Rivières à écrevisses à pattes blanches a fost declarat arie specială de conservare în baza directivei 92/43 din 1992 referitoare la conservarea habitatelor naturale și a faunei și florei sălbatice pentru a proteja 1 specie de animale.

## Biodiversitate
Situată în ecoregiunea continentală, aria protejată nu include niciun habitat protejat.
La baza desemnării sitului se află o specie protejată de  nevertebrate: Austropotamobius pallipes.